# Фридрих Карл Пруски (1828–1885)
Фридрих Карл Николаус Пруски (на немски: Friedrich Karl Nikolaus von Preußen; „Roter Prinz“; * 20 март 1828 в Берлин; † 15 юни 1885 в ловния дворец Клайн-Глинике (част от Потсдам) е принц на Кралство Прусия.
Той е единствен син на принц Фридрих Карл Александер Пруски (1801 – 1883) и съпругата му принцеса Мария фон Саксония-Ваймар-Айзенах (1808 – 1877), дъщеря на велик херцог Карл Фридрих фон Саксония-Ваймар-Айзенах (1783 – 1853) и руската велика княгиня Мария Павловна (1786 – 1859). Той е внук на пруския крал Фридрих Вилхелм III и Фридерика фон Мекленбург-Щрелиц и племенник на Фридрих Вилхелм IV (1795 – 1864), крал на Прусия, на император Вилхелм Велики (1797 – 1888), император на Прусия, и на Шарлота/Александра Фьодоровна (1798 – 1860), императрица на Русия.
От 1842 до 1846 г. Фридрих Карл получава уроци по военни дисциплини от тогавашния майор и по-късен военен министър граф Албрехт фон Роон. Той е също негов военен придружител, когато принца учи 1846 г. в университета в Бон. Същата година той спасява едно дете при Бон от Рейн.
След края на следването му принцът е през 1848 г. в свитата на генерал граф Фридрих фон Врангел като хауптман през войната в Шлезвиг-Холщайн и показва смелост в битките. През 1849 г. той е майор в генералния щаб в похода в Баден и е тежко ранен в битката при Визентал.
През 1852 г. той става полковник, 1854 г. генерал-майор и 1856 г. генерал-лейтенант, и се занимава с военна наука и чете доклади пред тесен кръг от офицери. През 1864 г. вече е генерал на кавалерията и главен командир на пруската войска в Шлезвиг-Холщайн. От 1866 г. Фридрих Карл е главнокомандващ на първата армия.
Той е главнокомандващ на втората германска армия през Френско-пруска война (1870 – 1871). За постиженията му през войната той получава дотация от 300 000 талера.
Цар Александър II го прави руски фелдмаршал. Той също е шеф на множество пруски, руски и австрийски регименти. През 1866 г. Фридрих Карл Пруски получава испанския рицарски Орден на Златното руно.
Фридрих Карл пътува често в Ориента. От последното му пътуване през 1883 г. в Египет и Сирия излиза произведение (Берлин 1884).
Фридрих Карл Пруски умира на 57 години на 15 юни 1885 г. в ловния дворец Клайн-Глинике и е погребан в църквата „Св. Петър и Павел“ в Берлин-Ванзсее.

## Фамилия
Фридрих Карл Пруски се жени на 29 ноември 1854 г. в Десау за втората си братовчедка принцеса Мария Анна фон Анхалт-Десау (* 14 септември 1837 в Десау; † 12 май 1906 във Фридрихрода), дъщеря на херцог Леополд IV фон Анхалт-Десау (1794 – 1871) и принцеса Фридерика Пруска (1796 – 1850), дъщеря на наследствения принц Фридрих Лудвиг Карл фон Прусия и Фридерика фон Мекленбург-Щрелиц.
 Те имат децата:

Те имат децата:
- Мария Елизабет Луиза Фридерика Пруска (* 14 септември 1855, Марморпалат; † 20 юни 1888, замък Албрехтсберг, Дрезден), омъжена I. на 24 август 1878 г. в Новия дворец, Потсдам за принц Вилем Фредерик Хендрик от Нидерландия, щатхалтер на Люксембург (1820 – 1879), син на крал Вилхелм II Нидерландски, II. на 6 май 1885 г. в Берлин за принц Алберт фон Саксония-Алтенбург, херцог на Саксония (1843 – 1902)
- Елизабет Анна Пруска (* 8 февруари 1857, Потсдам; † 28 август 1895, дворец Адолфсек близо до Фулда), омъжена на 18 февруари 1878 г. в Берлин за велик херцог Фридрих Август фон Олденбург (1852 – 1931)
- Анна Виктория Шарлота Августа Аделхайд (* 26 февруари 1858, Марморпалат; † 6 май 1858, Марморпалат)
- Луиза Маргарета Пруска (* 25 юни 1860, Потсдам; † 14 март 1917, Лондон), омъжена на 13 март 1879 г. в Уиндзор за принц Артур от Великобритания и Ирландия, 1. херцог на Конахт и Стратерн (1850 – 1942), син на кралица Виктория
- Йоахим Карл Вилхелм Фридрих Леополд Пруски (* 14 ноември 1865, Берлин; † 13 септември 1931, Флатов, Гренцмарк), принц на Прусия, женен на 24 юни 1889 г. в Берлин за принцеса Луиза София фон Шлезвиг-Холщайн-Зондербург-Аугустенбург (1866 – 1952)

След смъртта на нейния съпруг принц Фридрих Карл на 15 юни 1885 г. Мария Анна фон Анхалт-Десау напуска Берлин и отива в Неапол, Рим и Флоренция в Италия. Скоро има слухове, че тя се омъжила в морганатичен брак за капитан фон Вагенхайм.